# Miroslava Kolářová
Miroslava Kolářová (* 1. listopad 1952) je česká divadelní herečka. Jedná se o manželku herce Ladislava Koláře.
Roku 1971 úspěšně ukončila svá studia na Státní konzervatoři v Brně, poté nastoupila do divadla v Uherském hradišti. Od roku 1992 má stálé angažmá v Městském divadle Brno.